# Cirey
Cirey är en kommun i departementet Haute-Saône i regionen Bourgogne-Franche-Comté i östra Frankrike. Kommunen ligger i kantonen Rioz som tillhör arrondissementet Vesoul. År 2022 hade Cirey 371 invånare.
Émilie du Châtelet hade ett slott här, som Voltaire hjälpte till att bygga om och renovera under de tio år då han var bosatt där.

## Befolkningsutveckling
Antalet invånare i kommunen Cirey
| Referens: INSEE |